# Olivier Lenglet
Olivier Lenglet, född den 20 februari 1960 i Saint-Quentin, Frankrike, är en fransk fäktare som tog OS-guld i herrarnas lagtävling i värja i samband med de olympiska fäktningstävlingarna 1988 i Seoul.